# Kirchberg (geslacht)
De burggraven van Kirchberg waren een in 1799 uitgestorven geslacht in Duitsland.

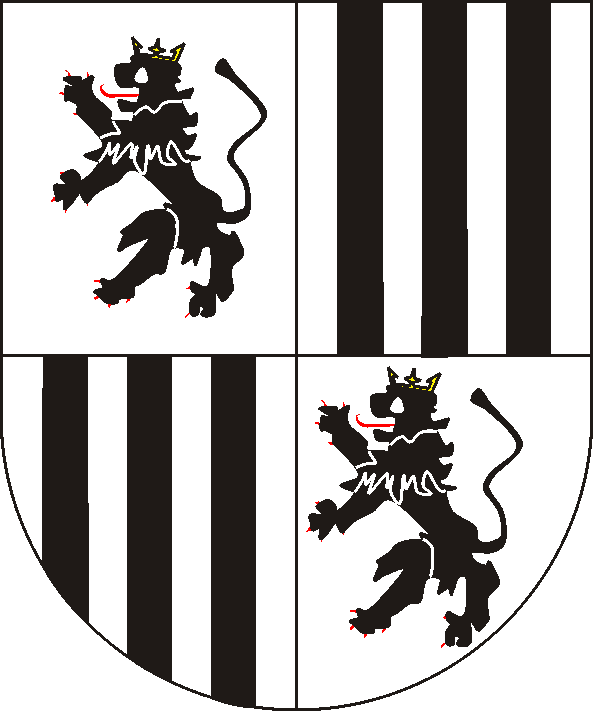
wapen burggraven van Kirchberg

Kirchberg bij Jena was in de vroege middeleeuwen het centrum van een aantal koninklijke bezittingen. Sinds 1149 zijn de burggraven van Kirchberg bekend. Deze burggraven wisten door het verwerven van veel goederen en rechten een belangrijke machtspositie op te bouwen. 
In 1304 raakte burggraaf Otto I in een vete verwikkeld, die tot de politieke ondergang van de familie zou leiden. De burchten Kirchberg en Windberg werden verwoest en in 1331 gingen de tot de burcht Windberg behorende bezittingen verloren aan het graafschap Schwarzburg. De burcht Greifberg ging in 1345 aan het landgraafschap Thüringen. Na het verlies van de heerlijkheid Kapellendorf in 1348 was de kern van het bezit aan de Saale verloren. Sinds 1350 resideerden de burggraven in Camburg.
In 1380 werd de heerlijkheid Oberkranichfeld verworven, maar in 1398 moest de burggraaf de leenheerschappij van Saksen voor deze heerlijkheid erkennen. In 1412 werd de heerlijkheid Niederkranichfeld en in 1418 Altenberga verworven. Deze aanwinsten hielden niet lang stand, want Oberkranichfeld ging in 1453 naar Reuss en Niederkranichfeld in 1455 naar het graafschap Gleichen.
In 1461 werd de heerlijkheid Farnroda bij Eisenach als leen van het landgraafschap Thüringen verworven. Het slot te Farnroda werd de nieuwe residentie van de burggraven. 
In 1673 sloot burggraaf Georg Lodewijk een huwelijk met gravin Magdalena Christina van Manderscheid. In 1675 erfde zij van haar moeder het graafschap Sayn-Hachenburg, waardoor dit graafschap in bezit kwam van de burggraven van Kirchberg. Georg Lodewijk werd door dit huwelijk de zwager van de vorst waar hij dienst was, namelijk hertog Johan George van Saksen-Eisenach. in 1677 ontving de burggraaf uitgebreide voorrechten van de hertog voor zijn heerlijkheid Farnroda, waardoor de heerlijkheid bijna de status kreeg van zelfstandig vorstendom. 
De familie stierf in 1799 in de mannelijke lijn uit met graaf Johan August. Het graafschap Sayn-Hachenburg vererfde aan de vorst van Nassau-Weilburg. 